# Агиос

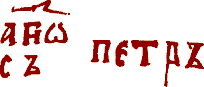
«Агиос Пётр» — надпись на иконе апостола Петра. Великий Новгород, XIV век.

Агиос (греч. ἅγιος — святой; также в жен. роде агиа) — в греческой церковной традиции — обозначение важнейшего лика святости. Было заимствовано в церковнославянский язык (а оттуда в русский) и используется там в двух значениях.
1. Встречается как устойчивое словосочетание с именами изображаемых святых на иконах, фресках, миниатюрах, предметах прикладного искусства. Наиболее ранний пример употребления слова агиос известен в коптском искусстве, в частности, на светильниках конца V века, на рельефе рубежа V—VI вв.
В русской иконописной традиции сначала употреблялось только греческое слово, имевшее несколько вариантов написания, в том числе греческими и славянскими буквами. В последнем случае к греческому окончанию в мужском роде добавляется ъ (агіосъ); в женском роде окончание а приобретает различные варианты написания; не всегда сохраняется артикль; ι иногда заменяется на и. Часто слово «агиос», как несущее сакральный смысл, сокращалось, причём нередко до иероглифического знака с обязательной простановкой титла или а в кружочке со штрихом.
В славянском переводе «агиос» соответствует надписи «святый» («святой») с вариантами сокращения «сты», «сти», «ст», «св». Переводной вариант появляется на русских иконах с XIV века и со временем практически полностью вытесняет греческое слово.
Как начальный текст непрестанного ангельского славословия во имя Святой Троицы (см. Трисвятое) троекратное повторения слова «агиос» может встречаться в изображениях ангелов; однократное — на протодиаконском (в древности на диаконском) ораре, на рипидах, на военных и церковных хоругвях.
2. В русских нотолинейных рукописях второй половины XVII века появление над текстом слова «агиос» указывало на то, что данное песнопение исполнялось при погребении или поминовении усопших.